# Greeniella capitata
Greeniella capitata är en insektsart som beskrevs av Brimblecombe 1959. Greeniella capitata ingår i släktet Greeniella och familjen pansarsköldlöss. Inga underarter finns listade i Catalogue of Life.